# Székely Zoltán (hegedűművész)
Székely Zoltán (Kocs, 1903. december 8. – Calgary, 2001. október 5.) hegedűművész, zeneszerző.

## Családja
Szülei Székely László (Politzer Lipót) kézdivásárhelyi születésű körorvos és Strausz Erzsébet. Felesége a holland származású Igminia (Mientje) Everts (1898–1990) volt, akit 1926. június 14-én Hágában vett nőül.

## Tanulmányai
Tanulmányait Hubay Jenőnél végezte a budapesti Zeneakadémián (ma Liszt Ferenc Zeneművészeti Egyetem). Emellett Kodály Zoltántól zeneszerzést tanult, csellista barátjával, Hermann Pállal együtt.

## Kapcsolata Bartókkal
Tanulmányai után Kodály ajánlotta Bartók Bélának kamarapartnernek. Így már tizennyolc évesen szoros kapcsolatot építhetett ki Bartókkal. Első koncertjükkor Claude Debussy szonátáját és Ludwig van Beethoven Kreutzer-szonátáját játszották kortárs hegedűdarabokkal karöltve. A meghatározó években így ízlését nem kis részben éppen a Bartókkal való együttmuzsikálás alakította.
Székely egyébként eljátszotta Bartóknak 1920-ban írt saját szólószonátáját, amelyet pár évvel később az IGNM velencei fesztiválján Arnold Schönberg és Igor Stravinsky is érdeklődéssel fogadott.
Kettejük alkotói kapcsolatának vizsgálata mára bevonult a zenetudományi szakirodalomba, úgy, mint ahogy például Johannes Brahms és Joachim József esete is, de mások munkakapcsolatánál is jelentékenyebb, ami 2. hegedűverseny (Bartók)ének esetében történt. A szoros kapcsolat érzékelhető, ha megfigyeljük a különbségeket a mű különböző változataiban: mint ahogy a zeneszerző a szólamot eredetileg lekottázta; ahogy párizsi próbáik után ebből a kottából Székely a darabot bemutatta; és ahogy Bartók kérésére Székely a szólam előadási jeleit a Boosey & Hawkes-kiadás metszése előtt a kottában véglegesítette, hogy pontosan az legyen benne, amit egy hegedűs nem érthet félre.
Bartók neki ajánlotta a II. rapszódiát és a II. hegedűversenyt. Székely készítette Bartók Román népi táncaiból a hegedű-zongora átiratot.

## Magyar vonósnégyes
Karrierjének legnagyobb részét (1938–1972) a Magyar vonósnégyes elsőhegedűseként élte le. Olyan évtizedekben álltak a kvartettezés élvonalában, amikor még markánsan különbözött a vezető vonósnégyesek stílusa.
Ami a négy előadó harmonikus, bár természetesen soha nem teljesen egyenrangú szerepvállalását, a közös interpretáció kialakításának mikéntjét, a próbálás módszertanát illeti, a Magyar vonósnégyes ezen tekintetben is különbözött vetélytársaitól. Tisztelték egymás erényeit, a partitúrák megfelelő pontjain utat engedtek a személyes hangnak. Székely csak a kitüntetett pillanatokban ragadta magához a vezető szerepet.

## Öregkora
Kezdetben Magyarországon, majd Hollandiában élt. Életének utolsó évtizedét Banffben, a kanadai Sziklás-hegységben fekvő művészeti centrumban töltötte, itt élt és tanított a Magyar vonósnégyes feloszlása után (egyébként a rendszeres tanítást lényegében csak hetvenéves korában kezdte). Felesége 1990-ben meghalt, azután nem találta helyét. Emellett kemény próbatétel volt számára hallásának romlása, amely az 1980-as években kezdődött.
Claude Kenneson dokumentumokra és interjúkra alapozott könyvet írt életútjáról-művészetéről (Székely and Bartók: The Story of a Friendship. Portland, Oregon: Amadeus Press).